# Казаков, Константин Фёдорович
Константи́н Фёдорович Казако́в (14 (27) августа 1906, село Пачелма, Чембарский уезд, Пензенская губерния, Российская империя — 1951, Карши, Кашкадарьинская область, Узбекская ССР, СССР) — старший сержант Рабоче-крестьянской Красной Армии, участник Великой Отечественной войны, Герой Советского Союза (1943).

## Биография
Константин Казаков родился 14 (27) августа 1906 года в селе Пачелма (ныне — посёлок в Пензенской области). После окончания начальной школы проживал и работал в Бухарской области Узбекской ССР. В январе 1942 года Казаков был призван на службу в Рабоче-крестьянскую Красную Армию и направлен на фронт Великой Отечественной войны. К октябрю 1943 года старший сержант Константин Казаков командовал отделением 303-го стрелкового полка 69-й стрелковой дивизии 65-й армии Центрального фронта. Отличился во время битвы за Днепр.
16 октября 1943 года Казаков со своим отделением переправился через Днепр в районе посёлка Радуль Репкинского района Черниговской области Украинской ССР, выбил противника из занимаемой им траншеи и удерживал её до подхода основных сил батальона.
Указом Президиума Верховного Совета СССР от 30 октября 1943 года за «образцовое выполнение боевых заданий командования на фронте борьбы с немецкими захватчиками и проявленные при этом мужество и героизм» старший сержант Константин Казаков был удостоен высокого звания Героя Советского Союза с вручением ордена Ленина и медали «Золотая Звезда» за номером 1523.
После окончания войны Казаков был демобилизован. Проживал в городе Карши Кашкадарьинской области Узбекской ССР, работал председателем сельпо. Умер в 1951 году.
Был также награждён рядом медалей.